# Departamentul pentru Strategii Guvernamentale
Departamentul pentru Strategii Guvernamentale (DSG) este o instituție de stat din România, aflată în subordinea Guvernului și în coordonarea Secretariatului General al Guvernului (SGG).
DSG a fost înființat în anul 2003, cu scopul de a asigura asistența necesară deciziilor guvernamentale, pentru creșterea transparenței și optimizarea comunicării la nivelul Guvernului.
Departamentul pentru Strategii Guvernamentale s-a numit Agenția pentru Strategii Guvernamentale (ASG) până în noiembrie 2009, când a fost desființată prin Legea nr.329/2009 și Hotărârea Guvernului nr. 1371/2009, fiind transformată în Departamentul pentru Strategii Guvernamentale (DSG) în cadrul SGG și a trecut din coordonarea secretarului general al Guvernului în coordonarea șefului Cancelariei Primului-Ministru.
Departamentul pentru strategii guvernamentale a fost reînființat în august 2017, în cadrul Secretariatului General al Guvernului, de Guvernul Mihai Tudose, prin HG nr. 596/2017, cu următoarele obiective principale: „fundamentarea strategiilor și a direcțiilor de acțiune la nivel guvernamental pe baza analizelor specifice, precum și sprijinirea cunoașterii și înțelegerii de către publicul intern și extern a strategiilor și proiectelor guvernamentale din țară și din străinătate”. După doar 11 luni de la înființare a fost desființat de Guvernul Viorica Dăncilă.